# Flagler Beach
Flagler Beach is een plaats (city) in de Amerikaanse staat Florida, en valt bestuurlijk gezien onder Flagler County en Volusia County. De city is vernoemd naar de industrieel Henry Flagler.

## Demografie
Bij de volkstelling in 2000 werd het aantal inwoners vastgesteld op 4954.
In 2006 is het aantal inwoners door het United States Census Bureau geschat op 3059, een daling van 1895 (-38.3%).

## Geografie
Volgens het United States Census Bureau beslaat de plaats een oppervlakte van
10,5 km², waarvan 9,5 km² land en 1,0 km² water.

## Plaatsen in de nabije omgeving
De onderstaande figuur toont nabijgelegen plaatsen in een straal van 24 km rond Flagler Beach.